# 1709 en arts plastiques
| Années des arts plastiques : 1706 - 1707 - 1708 - 1709 - 1710 - 1711 - 1712    |
| Décennies des arts plastiques : 1670 - 1680 - 1690 - 1700 - 1710 - 1720 - 1730 |

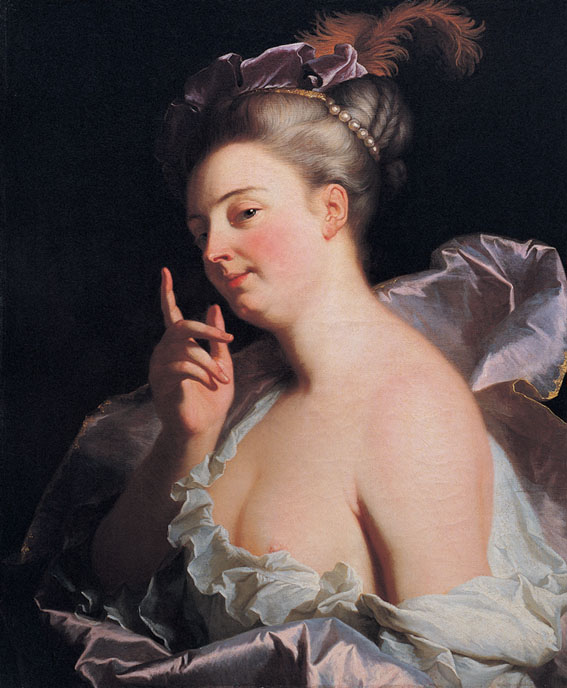
La Menasseuse, toile de Hyacinthe Rigaud.

Cette page concerne l'année 1709 en arts plastiques.

## Naissances
- 17 juillet : Giuseppe Antonio Luchi, peintre rococo italien († 12 mai 1774),
- ? : Violante Beatrice Siries, peintre italienne († 1783),
- Vers 1709 : Francesco Zugno, peintre italien († 1787).

## Décès
- 2 avril : Baciccio, peintre baroque italien (° 8 mai 1639),
- 5 avril : Roger de Piles, peintre, graveur, critique d’art et diplomate français (° 7 octobre 1635),
- 28 juin : Jean Michel, peintre français (°14 novembre 1659),
- 18 juillet : Antonio Franchi, peintre baroque italien (°14 juillet 1638),
- 31 août : Andrea Pozzo, peintre italien (° 30 novembre 1642),
- 7 décembre : Meindert Hobbema, peintre néerlandais (° 31 octobre 1638),
- ? :
  - Salomon Adler, peintre baroque allemand (° 3 mars 1630),
  - Robert de Longe, peintre belge (° 1646),
  - Michiel Maddersteg, peintre de marine néerlandais (° 1662).